# الدوري الفنلندي الممتاز 2016
الدوري الفنلندي الممتاز 2016 (بالفنلندية: Veikkausliigan kausi 2016)‏ هو موسم من الدوري الفنلندي الممتاز. فاز فيه نادي ماريهامن.